# 周盤龍
周盤龍（414年—493年），南朝北兰陵郡蘭陵人，後因劉裕土斷制改為南東平郡人，劉宋、南齊将领。

## 生平
周盤龍年少好弓马，有勇力。宋明帝时，历任龙骧将军、积射将军，封晋安县子，食邑400户。元徽二年（474年），桂阳发生叛乱，周盘龙时任冗从仆射、骑官主、领马军主，随萧道成讨伐叛军。叛乱平息后，被任命为南东莞太守、前军将军，不久又被提拔为骁骑将军。昇明元年（477年），任假节、督交广二州军事、征虏将军、平越中郎将、广州刺史，但没有前去赴任，而是留在建康维护局势。昇明二年（478年），沈攸之发动的叛乱平息后，萧道成将暗通沈攸之的司州刺史姚道和杀死，而任命周盘龙为督司州军事、司州刺史、假节，仍为骁骑将军，改封沌阳县子。萧道成建立南齐后，加封周盘龙为右将军。
建元二年（480年），北魏进攻寿阳，帮助垣崇祖破敌，杀伤数万，获得大量牛马辎重。次年，北魏军攻打淮阳，周盘龙的儿子周奉叔率二百人陷入敌阵万余人之中，周盘龙得知，驰马执槊，冲入敌阵。周奉叔杀出重围，见父亲久不出围，翻身跃马入阵。父子两骑东西冲击，所向披靡。周盘龙父子威名振于北魏。后来，官至大司马、征虏将军、济阳郡太守。周盘龙年老后，任散骑常侍、光禄大夫。散骑常侍头戴貂蝉冠，以貂尾装饰，齐武帝笑着说：“卿戴貂蝉冠，比兜鍪（头盔）如何？”周盘龙说：“此貂蝉从兜鍪中出耳。”
有子周奉叔、周世雄。

## 延伸阅读
[在维基数据编辑]
 《南齊書·卷29》，出自萧子显《南齊書》
 《南史·卷46》，出自李延壽《南史》